# 대한민국 상법 제169조
대한민국 상법 제169조는 회사의 의의에 대한 상법 회사법의 조문이다. 2011년 5월 23일에 일부개정되어 2011년 11월 24일에 시행되었다. 개정 전에는 법인이 아닌 사단이라고 규정하고 있었다.

## 조문
제169조 (회사의 의의) 이 법에서 "회사"란 상행위나 그 밖의 영리를 목적으로 설립한 법인을 말한다.

第169條 (會社의 意義) 이 法에서 "會社"란 商行爲 그 밖의 營利를 目的으로 設立한 社團말한다.

## 학설

### 영리를 목적으로 하여
회사는 영리 추구를 필연적인 속성으로 하며 영리목적설(소수설)과 이익분배설(다수설)이 존재한다 통설은 이익분배설로 영리목적을 한정적으로 해석하고 있는데 이익분배설이 회사의 목적이 아니라 사원의 목적에 착안하여 회사의 영리목적을 해석하는 것은 제169조의 문리에 반한다. 영리성의 한계로서 법인격부인 등을 통해 사회적 책임을 질 수 있다

## 판례

### 법무법인
변호사법은 법무법인을 상법상 회사로 인정하지 않는다

## 같이 보기
- 대한민국 상법 제171조 회사의 주소
- 대한민국 상법 제172조 회사의 성립
- 법인격부인론

## 참고 문헌
- 김형태 : 이사의 회사에 대한 법적 책임(2) 중도일보 2014.04.21